# Vladimír Juřík
Vladimír Juřík (7. března 1925 Vsetín – 31. března 1992 Praha) byl český sociolog a kulturolog, vysokoškolský pedagog, docent Univerzity Karlovy a československý bojovník proti fašismu.

## Život
Vladimír Juřík se narodil v roce 1925 ve Vsetíně, na Horním Městě, do chudé rodiny jakožto prostřední dítě. Jeho dědeček František Juřík padl jako voják rakousko-uherské armády v první světové válce na Východní frontě. Od roku 1940 studoval na vsetínském Masarykově gymnáziu, jeho starším spolužákem a přítelem zde byl i Erich Kulka. Maturoval v roce 1944.
Jeho starší bratr Zdeněk Juřík byl v roce 1939 již v Praze na vysoké škole a během 17. listopadu 1939 byl během razie zatčen gestapem a odvlečen do KT Sachsenhausen, kde byl následně vězněn tři roky. To byl jeden z hlavních motivů, proč se Juřík v roce 1944 aktivně zapojil do protinacistického odboje jako partyzán na Valašsku.

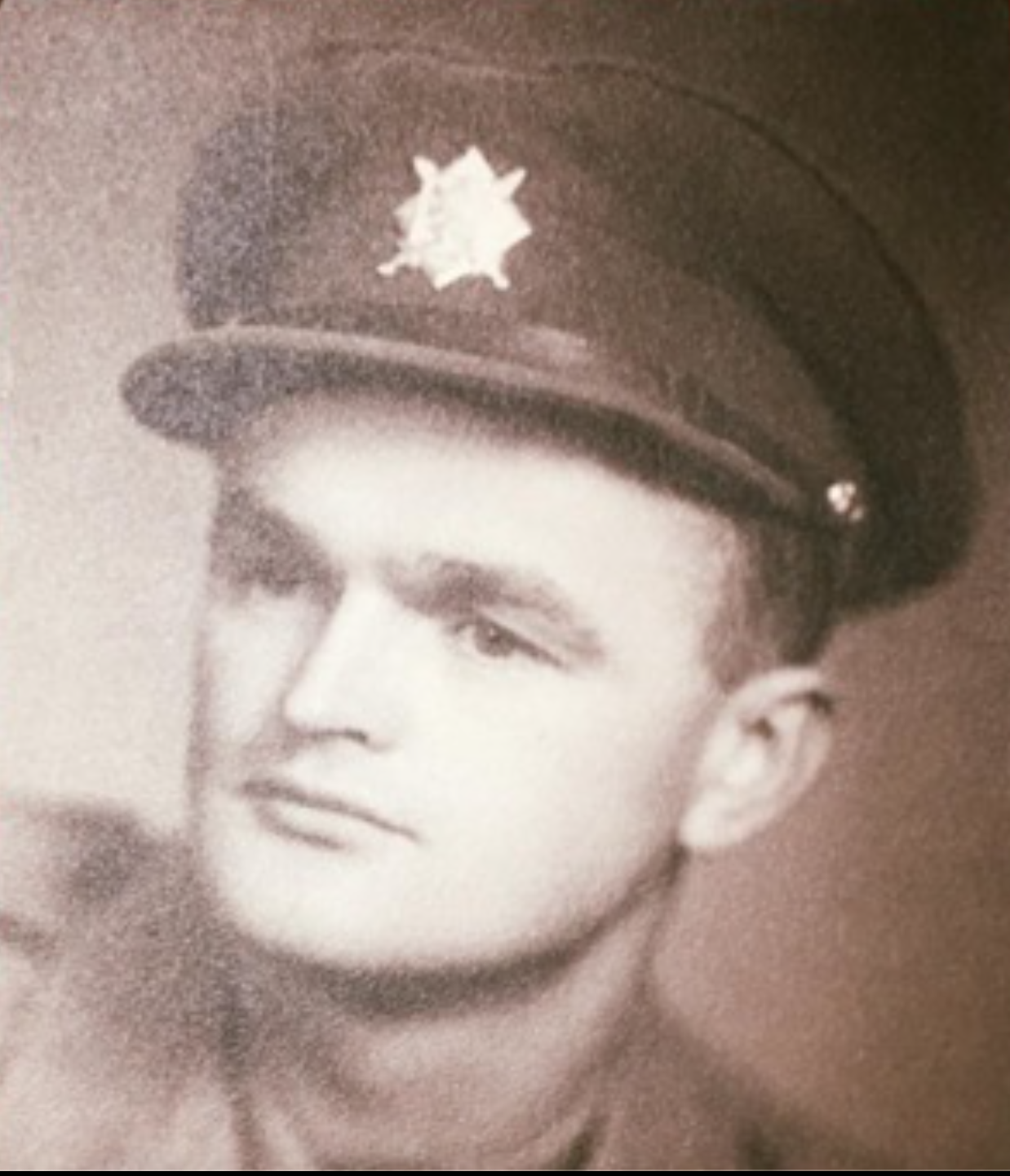
Vladimir Juřík jako voják ČSR 1940's

## U partyzánů
Juřík se stal členem odbojové skupiny 1. československé partyzánské brigády Jana Žižky, podskupina "Jonáš". Během odbojové činnosti pobýval mezi roky 1944–1945 ve valašských Karpatech, kde se se zbraní v ruce účastnil bojové a sabotážní činnosti, jako např. přepadávaní zásobovacích kolon Wehrmachtu či přestřelek s německými patrolami.

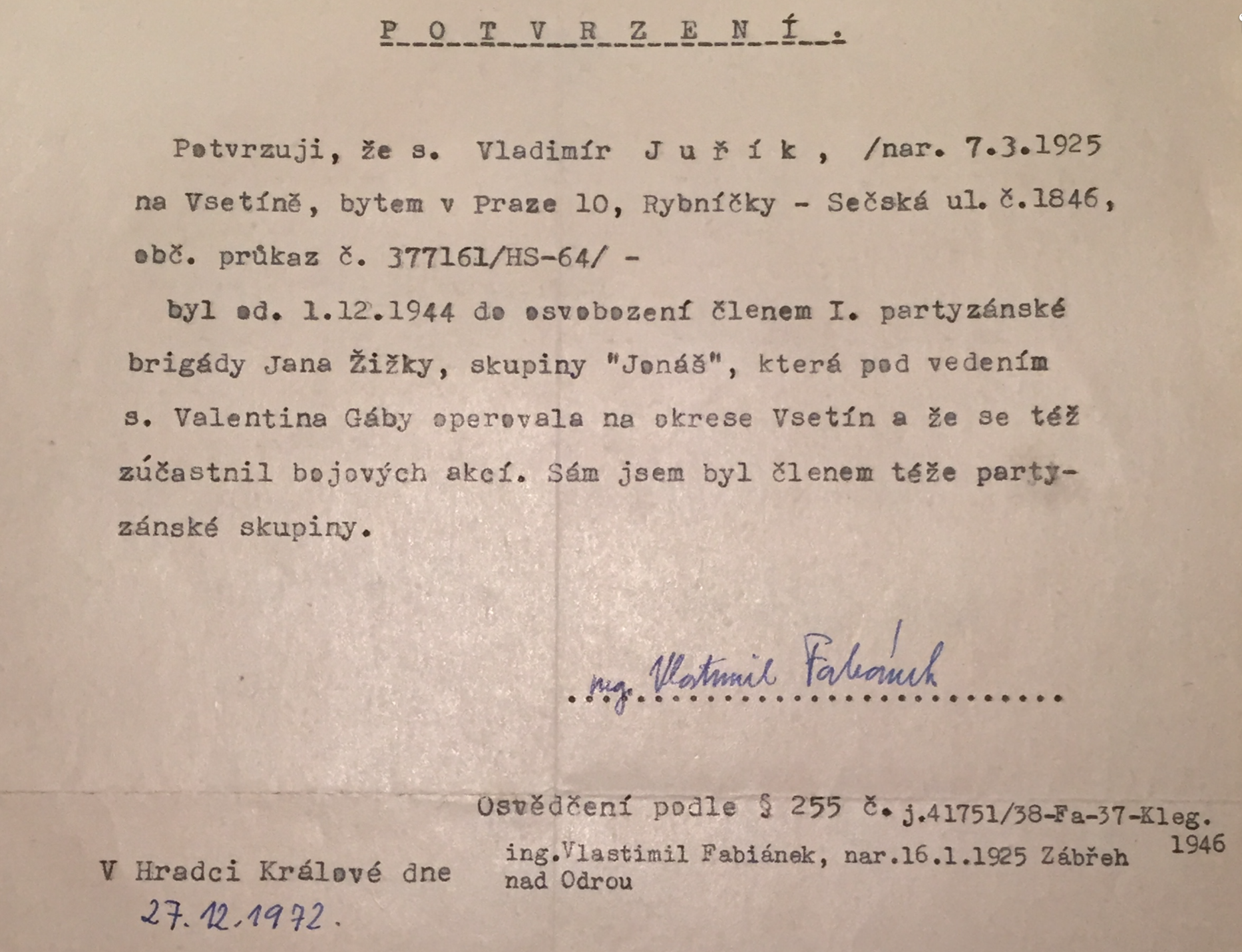
Potvrzení očitého svědka Vlastimila Fabiánka o Juříkově účasti bojích v I. partyzánské brigádě Jana Žižky v prostoru Vsetína mezi lety 1944 a 1945.

1. čs. partyzánská brigáda Jana Žižky byla největší vojenskou jednotkou vedoucí partyzánský boj proti německým okupačním jednotkám v prostoru Protektorátu Čechy a Morava během 2. světové války. Brigáda byla v říjnu 1944 reorganizována a rozdělena na Oblastní oddíly (např. Partyzánský oddíl Olga), ty se následně dělily ještě na malé partyzánské skupiny. Brigáda zpočátku působila v Moravskoslezských Beskydech v oblasti hor Magurka, Trojačka, Kněhyně a v horské osadě Podolánky. Jejím prvním velitelem byl Ján Ušiak.
Při jedné z posledních akcí války přepadla Juříkovu podskupinu hlídka SS. Ten vyvázl jako jediný ze skupiny živý, podařilo se mu ukrýt batoh i zbraň do křoví a skutálet se z vrchu Jabloňová nad Vsetínem a přestože po něm Němci stříleli, ani jej nezasáhli, ani nedopadli. Juřík se posléze několik týdnů skrýval na půdě svého rodného domu ve Vsetíně (čp. 927) v úkrytu za skříní a ačkoliv po něm vsetínské Gestapo intenzivně pátralo – několikrát prohledali i dům – nebyl dopaden. Na začátku května 1945 pak Vsetín osvobodila Rudá armáda.

## Po válce
Po válce přesídlil do Prahy, kde zprvu studoval na LF UK medicínu, ale po několika semestrech přešel na Filozofickou fakultu Univerzity Karlovy, kde také promoval. Absolvoval půlroční postgraduální studijní pobyt na pařížské Sorbonně. Hovořil plynně česky, německy, francouzsky a rusky.

## Profesní život, dílo a odkaz
Posléze se vrátil do ČSSR a působil a vyučoval na FF UK. Zabýval se fenoménem celoživotního vzdělávání a přenosu a sdílení informací a ve svých pracích již v 60. letech de facto předpověděl vznik internetu a sociálních sítí.
V srpnu roku 1968, během dovolené ve Francii, dostal nabídku z pařížské Sorbony k emigraci a post profesora, což však Juřík kvůli své rodině odmítl a vrátil se zpět do komunistické ČSSR. Nedlouho poté, během nastupující normalizace a následných politických čistek na fakultě, byl pro svůj zcela veřejný a jednomyslný nesouhlas s invazí vojsk varšavské smlouvy z UK propuštěn. Až do pádu komunistického režimu se pak byl nucen živit pouze pomocnými pracemi, např. jako trhač lístků v kině či překladatel. Jakožto tzv. "zájmová osoba" byl do r. 1989 sledován StB.
Rehabilitován byl v roce 1990. Krátce ještě opět učil na FF UK, ale šikana ze strany komunistického režimu se negativně projevila na jeho psychickém i fyzickém zdravotním stavu, který byl již notně narušen z doby působení u partyzánů během války, kdy často operovali na valašsko-slovenském pomezí během zimy 1944–1945 v tuhých mrazech až −40 °C, sněhu, dešti, hladu a větru, v naprosto nedostačujícím oblečení a vybavení.
Vladimír Juřík zemřel s podlomeným zdravím ve věku 67 let v roce 1992. Stihl ještě publikovat první díl své zamýšlené trilogie "Kultorologické studie a statě ze zásuvky", jež nemohla vyjít během normalizace, ale plánovaná dvě pokračování již zůstalo pouze v rukopisu.
Pohřben je na hřbitově v pražských Malvazinkách. Je považován za zakladatele oboru kulturologie u nás.
Jeho manželkou byla Renata Wohlgemuthová, zeťem Tomáš Kraus, švagrem František R. Kraus.  